# 阿瑟·鲁克
阿瑟·鲁克（英語：Arthur Rook，1921年5月26日—1989年9月30日），英国男子马术运动员。他曾代表英国参加1952年和1956年夏季奥林匹克运动会马术比赛，其中1956年奥运会获得一枚金牌。